# رشته‌کوه خادارانیا
رشته‌کوه خادارانیا (روسی: Хадаранья) یک رشته‌کوه در یاقوتستان کشور روسیه است.